# ديريك سكوت (لاعب كريكت)
ديريك سكوت (4 أغسطس 1964 في نيوزيلندا - ) (بالإنجليزية: Derek Scott)‏ هو لاعب كريكت نيوزلندي.

## وصلات خارجية
- ديريك سكوت على موقع إي آس بي آن كريك إنفو (الإنجليزية)